# Rue Désiré-Ruggieri
Pour les articles homonymes, voir Ruggieri.
La rue Désiré-Ruggieri est une voie du 18e arrondissement de Paris, en France.

## Situation et accès
La rue Désiré-Ruggieri est une voie publique située dans le nord-ouest du  18e arrondissement de Paris. Elle débute au 168, rue Ordener et se termine au 167, rue Championnet. Rue droite d'une centaine de mètres de long, elle ne croise aucune autre rue et à une direction grossièrement nord-sud.
Elle est desservie par les stations de métro Guy Môquet (ligne 13) située 600 mètres à l'ouest et Jules Joffrin (ligne 12) située 750 mètres à l'est.

## Origine du nom
Elle porte le nom de Désiré Ruggieri, artificier de la ville de Paris, qui était propriétaire des terrains.

## Historique
Cette voie ouverte en 1896 est classée dans la voirie de Paris par un arrêté du 15 janvier 1970.

## Dans la culture
- Le 9 de la rue apparait et est cité dans le film Docteur ? (2019) où il est le domicile de Rose.